# Сикс Фийт Ъндър
Сикс Фийт Ъндър е дет метъл група от град Тампа, щата Флорида, САЩ.
Първоначално е страничен проект на вокалиста на Кенибъл Корпс Крис Барнс и китариста на Обичуъри Алън Уест. Има дванадесет албума и е сред 4-те най-продавани дет метъл групи с над 370 000 продажби.

## История
Групата е основана отначало като страничен проект на Крис Барнс от Кенибъл Корпс и Алън Уест от Обичуъри. През 1995 г. екс-басиста на Дет Тери Бътлър и барабаниста Грег Гол записват „Haunted“. Бандата подписва с лейбъла Метъл Блейд. Дебютният им албум е типичен дет метъл, съдържащ брутални китарни рифове и стандартните текстове за смърт, убийства и т.н. Продажбите достигат 35 000. На следващата година е издаден мини албумът „Alive and Dead“, който съдържа нови песни и кавър на Grinder от Джудас Прийст. Между двата албума, Барнс напуска Кенибъл Корпс и вниманието му е насочено изцяло към Сикс Фийт Ъндър. През 2000 г. групата записва албум изцяло с кавъри – „Graveyard Classics“. Той съдържа кавъри на различни банди като Скорпиънс, Ей Си/Ди Си, Блек Сабат, Ексодус, Саватаж, Венъм, Акспет, Енджъл Уитч, Дийп Пърпъл, Секс Пистълс, Дед Кенедис и Джими Хендрикс.
През 2004 г. излиза „Graveyard Classics 2“, който е кавър албум с песни изцяло от албума на Ей Си/Ди Си - Back in Black. На 24 декември 2007 г. на сайта на групата е съобщено, че в началото на 2008 г. ще започнат записи по осми албум. „Death Rituals“ излиза на 11 ноември 2008 г. На 1 февруари 2011 г. Крис Барнс заявява, че Тери Бътлър и Грег Гол са напуснали. Техните заместници са Кевин Тали и Джеф Хугъл. През май 2012 г. групата взима нов китарист Ола Енглунд.

## Състав
| Сегашни членове - Крис Барнс – вокали (1993– ) - Джеф Хугъл – бас (2012– ) - Марко Питруцела – барабани (2013– ) - Рей Съхи – китара, бас (2015– ) - Джак Оуен – китара (2017– ) |  | Предишни членове - Алън Уест – китара (1993–1998) - Тери Бътлър – бас (1993–2011) - Грег Гол – барабани (1993–2011) - Стив Суонсън – китара (1998–2016) - Роб Арнолд – китара, бас (2011–2012) - Кевин Тали – барабани (2011–2013) - Ола Енглунд – китара (2012–2013) |

## Дискография
| - „Haunted“ (1995) - „Warpath“ (1997) - „Maximum Violence“ (1999) - „True Carnage“ (2001) - „Bringer of Blood“ (2003) - „13“ (2005) - „Commandment“ (2007) - „Death Rituals“ (2008) - „Undead“ (2012) - „Unborn“ (2013) - „Crypt of the Devil“ (2015) - „Torment“ (2017) - „Alive and Dead“ (1996) | - „A Decade in the Grave“ (2005) - „Maximum Video“ (2001) - „Double Dead“ (2003) - „Live with Full Force“ (2004) - „Wake the Night: Live in Germany“ (2011) - „Graveyard Classics“ (2000) - „Graveyard Classics 2“ (2004) - „Graveyard Classics 3“ (2010) |